# 방콕한국국제학교
방콕한국국제학교(태국어: โรงเรียนนานาชาติเกาหลีกรุงเทพฯ, 영어: Korean International School of Bangkok)는 태국 방콕에 있는 한국학교이다. 현재 초등학교부터 고등학교까지의 과정을 운영하고 있다.

## 연혁
- 2001년 3월 31일 : 개교